# Districte de Le Marin
El Districte de Le Marin és una divisió administrativa francesa, situada al departament i regió de Martinica.
El codi INSEE del districte és el 9723.

## Composició

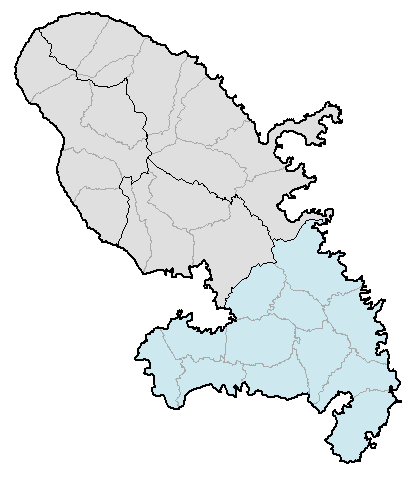
Districte de Le Marin

Llista de Cantons del districte de Le Marin :
- Cantó de Les Anses-d'Arlet - (commune) ;
- Cantó de Le Diamant - (commune) ;
- Cantó de Ducos - (commune) ;
- Cantó de Le François-1-Nord - (fraction) ;
- Cantó de Le François-2-Sud - (fraction) ;
- Cantó de Le Marin - (commune) ;
- Cantó de Rivière-Pilote - (commune) ;
- Cantó de Rivière-Salée - (commune) ;
- Cantó de Sainte-Anne - (commune) ;
- Cantó de Sainte-Luce - (commune) ;
- Cantó de Saint-Esprit - (commune) ;
- Cantó de Les Trois-Îlets - (commune) ;
- Cantó de Le Vauclin - (commune).

Llegenda :
(fraction) : Fracció de comuna
(commune) : Comuna sencera

## Evolució demogràfica
| 74 692                                       | 79 627 | 76 742 | 78 329 | 93 345 | 106 818 |
| Chiffres INSEE Població sense dobles comptes |        |        |        |        |         |